# Бакланов (хутор)
Бакланов — хутор в Кашарском районе Ростовской области.
Входит в состав Верхнесвечниковского сельского поселения.

## География
На хуторе имеется одна улица: Баклановская.

## История
На хуторе существовала Рождество-Богородицкая церковь.

## Население
| 2010 |
| ---- |
| 20   |